# Anxo Tarrío
Ángel Tarrío Varela, (Santiago de Compostela, 11 de marzo de 1945) es un filólogo e intelectual español. Fue catedrático de filología gallega y portuguesa, en la especialidad de literatura gallega, en la Universidad de Santiago de Compostela.

## Trayectoria
Estudió Maestría Industrial, Magisterio y Filología Románica en la Universidad compostelana, y se doctoró con una tesis sobre la novelística de Benito Pérez Galdós en la Universidad de Oviedo. Impartió docencia de lengua española, lingüística general, crítica literaria y Teoría de la Literatura en los colegios universitarios de Lugo (1973-78) y Vigo (1978-81). En 1981 se incorporó a la Universidad de su ciudad natal como profesor de Literatura Gallega. Dirigió la sección de literatura del Centro Ramón Piñeiro para la Investigación en Humanidades hasta su jubilación en 2017.
Colaboró con artículos en la prensa diaria gallega.: El Correo Gallego, Galicia Hoxe y La Voz de Galicia.

## Obra en gallego

### Ensayo
- De letras e de signos (Ensaios de semiótica e crítica literaria) (1987). Vigo: Xerais. Col. Universitaria. 200 páxs. ISBN 978-8475072432.
- Álvaro Cunqueiro ou os disfraces da melancolía (1988). Vigo: Galaxia. Col. Agra aberta. 144 páxs. ISBN 978-8471546562.
- Opinións e xoguetes literarios (1992). Biblioteca 114, Editorial Compostela.
- Primeiras experiencias narrativas de Eduardo Blanco-Amor (1993). Vigo: Galaxia. 140 páxs. ISBN 9788471548467.
- Literatura galega. Aportacións a unha Historia Crítica (1994). Vigo: Xerais. ISBN 84-7507-778-1.
- Recanto de cataventos (1996). Editorial Compostela/Caja de Madrid. 94 páxs. Colección de artigos.
- Escrito en Compostela (1997).  Editorial Compostela/Consorcio de Santiago. 162 páxs. ISBN 84-8064-064-2.
- A baloira (2006). Vigo: Xerais. Col. Xornalismo. 512 páxs. ISBN 84-9782-351-6.[6]

### Ediciones
- A escadeira de Jacob, de Eduardo Blanco-Amor (1993). Vigo: Galaxia. 120 páxs. ISBN  978-84-7154-867-2.[7]
- De catro a catro. Manuscrito. Manuel Antonio (2016). Alvarellos. ISBN 978-84-16460-13-7.[8]

### Obras colectivas
- I Xornadas da Lingua Galega no Ensino, 1984, Santiago: Junta de Galicia.
- Contra morte e amor, de Marina Mayoral, 1987, Vigo: Xerais. Cotradutor, con Blanca-Ana Roig e Xosé Antonio Palacio Sánchez.
- Celso Emilio Ferreiro (1912). Unha fotobiografía, 1989, Vigo: Xerais.
- 12 anos na búsqueda da nosa identidade, 1990, Xermolos.
- Actas do Simposio Internacional Ramón Otero Pedray no Panorama literario do século XX, 1990, Santiago: Consejo de la Cultura Gallega.
- Maxina, de Marcial Valladares, 1991, Xerais. Edición con Blanca-Ana Roig e Margarita Neira.
- Álvaro Cunqueiro, 1992, Santiago: Universidad de Santiago de Compostela.
- Comentarios de textos contemporáneos, 1992, Vigo: Xerais.
- Eduardo Blanco-Amor: Día das Letras Galegas 1993, 1993, Santiago: Junta de Galicia.
- Comentarios de textos populares e de masas, 1994, Vigo: Xerais.
- Acto literario en homenaxe a Rafael Dieste: 16 de maio de 1995, 1995, Santiago: Universidad de Santiago de Compostela.
- Tentativas sobre Dieste, 1995, Santiago: Sotelo Blanco.
- E dixo o corvo..., 1997, Santiago: Junta de Galicia.
- Actas das I Xornadas das Letras Galegas en Lisboa, 1998, Santiago: Centro Ramón Piñeiro para a Investigación en Humanidades.
- Diccionario de termos literarios, 1998, Santiago: Centro Ramón Piñeiro para a Investigación en Humanidades.
- Homenaxe ó profesor Camilo Flores, [999, Universidad de Santiago.
- Antón Avilés de Taramancos: Día das Letras Galegas, 2003], Santiago: Universidad de Santiago de Compostela.
- Narradio. 56 historias no ar, 2003, Vigo: Xerais.
- Bases metodolóxicas para unha historia comparada das literaturas na península Ibérica, 2004, Santiago: Universidad de Santiago de Compostela. Coeditor, con Anxo Abuín González.
- Manuel Lugrís Freire: Día das Letras Galegas 2006, 2006, Santiago: Universidad de Santiago de Compostela.
- Xosé María Álvarez Blázquez: Día das Letras Galegas 2008, 200], Santiago: Universidad de Santiago de Compostela.
- Marcos Valcárcel. O valor da xenerosidade, 2009, Orense: Difusora.
- Uxío Novoneyra: Día das Letras Galegas 2010, 2010, Santiago: Universidad de Santiago de Compostela.
- Lois Pereiro: Día das Letras Galegas 2011, 2011, Universidad de Santiago de Compostela.
- Roberto Vidal Bolaño: Día das Letras Galegas 2013, 2013, Universidad de Santiago de Compostela.
- Correspondencia (1928-1958). Cartas inéditas e dispersas, de Carlos Maside, 2015, Alvarellos.

## Premios
- Premio da Crítica Galicia de Investigación en 1995, por Literatura galega.

## Obra en castellano

### Ensayo
- Lectura semiológica de Fortunata y Jacinta (1982) Cabildo Insular de Lanas Palmas. ISBN 978-8450052350.
- Literatura Gallega. (1988). Madrid: Taurus. 1.ª reimpresión 1990. Col. Historia Crítica de lana Literatura Hispánica, 28. 280 págs. ISBN 978-8430625284.

## Premios
- Premio Internacional de investigación Galdós en el 1979, por Lectura semiológica de Fortunata y Jacinta.[9]